# Анрі Байо
Анрі Байо (фр. Henri Baillot, 13 грудня 1924, Мец — 9 листопада 2000, Горз) — французький футболіст, що грав на позиції нападника, зокрема за «Мец», «Бордо» та національну збірну Франції.

## Клубна кар'єра
У дорослому футболі дебютував 1945 року виступами за команду «Мец», в якій провів п'ять сезонів, взявши участь у 158 матчах чемпіонату.  Більшість часу, проведеного у складі «Меца», був основним гравцем атакувальної ланки команди. У складі «Меца» був одним з головних бомбардирів команди, маючи середню результативність на рівні 0,51 гола за гру першості.
Своєю грою за цю команду привернув увагу представників тренерського штабу клубу «Бордо», до складу якого приєднався 1950 року. Відіграв за команду з Бордо наступні два сезони своєї ігрової кар'єри. Граючи у складі «Бордо» також здебільшого виходив на поле в основному складі команди. В новому клубі був серед найкращих голеодорів, відзначаючись забитим голом в середньому щонайменше у кожній другій грі чемпіонату.
Протягом 1952—1954 років захищав кольори клубу «Страсбур», а завершував ігрову кар'єру у «Ренні», за який виступав протягом 1954—1955 років.

## Виступи за збірну
1948 року дебютував в офіційних матчах у складі національної збірної Франції.
Загалом протягом трирічної кар'єри в національній команді провів у її формі 8 матчів, забивши 4 голи.
Помер 9 листопада 2000 року на 76-му році життя у Горзі.

## Статистика виступів

### Статистика клубних виступів
| Сезон                | Команда              | Чемпіонат            | Чемпіонат | Чемпіонат | Національний кубок | Національний кубок | Національний кубок | Континентальні кубки | Континентальні кубки | Континентальні кубки | Інші змагання | Інші змагання | Інші змагання | Усього | Усього |
| Сезон                | Команда              | Ліга                 | Ігор      | Голів     | Ліга               | Ігор               | Голів              | Ліга                 | Ігор                 | Голів                | Ліга          | Ігор          | Голів         | Ігор   | Голів  |
| -------------------- | -------------------- | -------------------- | --------- | --------- | ------------------ | ------------------ | ------------------ | -------------------- | -------------------- | -------------------- | ------------- | ------------- | ------------- | ------ | ------ |
| 1945–46              | «Мец»                | Д1                   | 22        | 5         | КФ                 | 1                  | 0                  | -                    | -                    | -                    | -             | -             | -             | 23     | 5      |
| 1946–47              | «Мец»                | Д1                   | 36        | 21        | КФ                 | 6                  | 6                  | -                    | -                    | -                    | -             | -             | -             | 42     | 27     |
| 1947–48              | «Мец»                | Д1                   | 34        | 15        | КФ                 | 5                  | 4                  | -                    | -                    | -                    | -             | -             | -             | 39     | 19     |
| 1948–49              | «Мец»                | Д1                   | 33        | 25        | КФ                 | 5                  | 3                  | -                    | -                    | -                    | -             | -             | -             | 38     | 28     |
| 1949–50              | «Мец»                | Д1                   | 33        | 14        | КФ                 | 2                  | 2                  | -                    | -                    | -                    | -             | -             | -             | 35     | 16     |
| Усього за «Мец»      | Усього за «Мец»      | Усього за «Мец»      | 158       | 80        |                    | 19                 | 15                 |                      | -                    | -                    |               | -             | -             | 177    | 95     |
| 1950–51              | «Бордо»              | Д1                   | 34        | 22        | КФ                 | 2                  | 1                  | -                    | -                    | -                    | -             | -             | -             | 36     | 23     |
| 1951–52              | «Бордо»              | Д1                   | 33        | 13        | КФ                 | 9                  | 5                  | -                    | -                    | -                    | -             | -             | -             | 42     | 18     |
| Усього за «Бордо»    | Усього за «Бордо»    | Усього за «Бордо»    | 67        | 35        |                    | 11                 | 6                  |                      | -                    | -                    |               | -             | -             | 78     | 41     |
| 1952–53              | «Страсбур»           | Д2                   | 9         | 5         | КФ                 | 2                  | 2                  | -                    | -                    | -                    | -             | -             | -             | 11     | 7      |
| 1953- січ. 1954      | «Страсбур»           | Д1                   | 16        | 6         | КФ                 | 0                  | 0                  | -                    | -                    | -                    | -             | -             | -             | 16     | 6      |
| Усього за «Страсбур» | Усього за «Страсбур» | Усього за «Страсбур» | 25        | 11        |                    | 2                  | 2                  |                      | -                    | -                    |               | -             | -             | 27     | 13     |
| січ.-трав. 1954      | «Ренн»               | Д2                   | 13        | 3         | КФ+КШД             | 2+0                | 0                  | -                    | -                    | -                    | -             | -             | -             | 15     | 3      |
| 1954–55              | «Ренн»               | Д2                   | 27        | 16        | КФ+КШД             | 2+2                | 1+4                | -                    | -                    | -                    | -             | -             | -             | 31     | 21     |
| Усього за «Ренн»     | Усього за «Ренн»     | Усього за «Ренн»     | 40        | 19        |                    | 6                  | 5                  |                      | -                    | -                    |               | -             | -             | 46     | 24     |
| Усього за кар'єру    | Усього за кар'єру    | Усього за кар'єру    | 290       | 145       |                    | 38                 | 28                 |                      | -                    | -                    |               | -             | -             | 328    | 173    |